# Gonzalo Plata
Gonzalo Jordy Plata Jiménez (Guayaquil, 2000. november 1. –) ecuadori válogatott labdarúgó, a katari Asz-Szadd középpályása.

## Pályafutása

### Klubcsapatokban
Plata az ecuadori Guayaquil városában született. Az ifjúsági pályafutását az LDU Quito csapatában kezdte, majd az Independiente del Valle akadémiájánál folytatta.
2018-ban mutatkozott be az Independiente del Valle felnőtt keretében. 2019-ben a portugál Sporting CP-hez igazolt. A 2021–22-es szezonban a spanyol Real Valladolid csapatát erősítette kölcsönben. 2022. július 11-én ötéves szerződést kötött az első osztályú Valladolid együttesével. Először a 2022. augusztus 13-ai, Villarreal ellen 3–0-ra elvesztett mérkőzésen lépett pályára. 2023. július 23-án a katari Asz-Szaddhoz írt alá.

### A válogatottban
Plata az U20-as korosztályú válogatottban is képviselte Ecuadort.
2019-ben mutatkozott be a felnőtt válogatottban. Először a 2019. szeptember 6-ai, Peru ellen 1–0-ra megnyert mérkőzésen lépett pályára. Első gólját 2019. szeptember 10-én, Bolívia ellen 3–0-ás győzelemmel zárult barátságos mérkőzésen szerezte meg.

## Statisztikák
2023. június 4. szerint
| Klub                    | Szezon   | Osztály          | Bajnokság | Bajnokság | Kupa  | Kupa | Nemzetközi | Nemzetközi | Összesen | Összesen |
| Klub                    | Szezon   | Osztály          | Meccs     | Gól       | Meccs | Gól  | Meccs      | Gól        | Meccs    | Gól      |
| ----------------------- | -------- | ---------------- | --------- | --------- | ----- | ---- | ---------- | ---------- | -------- | -------- |
| Sporting CP             | 2019–20  | Liga Portugal    | 21        | 2         | 1     | 1    | 2          | 0          | 24       | 3        |
| Sporting CP             | 2020–21  | Liga Portugal    | 9         | 1         | 4     | 0    | 1          | 0          | 14       | 1        |
| Sporting CP             | Összesen | Összesen         | 30        | 3         | 5     | 1    | 3          | 0          | 38       | 4        |
| Valladolid (kölcsönben) | 2021–22  | Segunda División | 30        | 6         | 1     | 0    | —          | —          | 31       | 6        |
| Valladolid              | 2022–23  | La Liga          | 34        | 1         | 2     | 0    | —          | —          | 36       | 1        |
| Valladolid              | Összesen | Összesen         | 64        | 7         | 3     | 0    | 0          | 0          | 67       | 7        |
| Összesen                | Összesen | Összesen         | 94        | 10        | 8     | 1    | 3          | 0          | 105      | 11       |

### A válogatottban
| Válogatott | Év       | Pályára lépés | Gól |
| ---------- | -------- | ------------- | --- |
| Ecuador    | 2019     | 4             | 1   |
| Ecuador    | 2020     | 4             | 2   |
| Ecuador    | 2021     | 13            | 2   |
| Ecuador    | 2022     | 11            | 0   |
| Ecuador    | 2023     | 1             | 0   |
| Összesen   | Összesen | 33            | 5   |

#### Góljai a válogatottban
| # | Időpont              | Helyszín                                                 | Ellenfél  | Gólok | Eredmény | Kiírás               |
| - | -------------------- | -------------------------------------------------------- | --------- | ----- | -------- | -------------------- |
| 1 | 2019. szeptember 10. | Estadio Alejandro Serrano Aguilar, Cuenca, Ecuador       | Bolívia   | 3–0   | 3–0      | Barátságos mérkőzés  |
| 2 | 2020. október 13.    | Estadio Rodrigo Paz Delgado, Quito, Ecuador              | Uruguay   | 4–0   | 4–2      | 2022-es VB-selejtező |
| 3 | 2020. november 17.   | Estadio Rodrigo Paz Delgado, Quito, Ecuador              | Kolumbia  | 5–1   | 6–1      | 2022-es VB-selejtező |
| 4 | 2021. június 8.      | Estadio Rodrigo Paz Delgado, Quito, Ecuador              | Peru      | 1–2   | 1–2      | 2022-es VB-selejtező |
| 5 | 2021. június 20.     | Estádio Olímpico Nilton Santos, Rio de Janeiro, Brazília | Venezuela | 2–1   | 2–2      | 2021-es Copa América |

## Sikerei, díjai
Sporting CP
- Liga Portugal
  - Bajnok (1): 2020–21

- Portugál Kupa
  - Győztes (1): 2020–21

- Portugál Szuperkupa
  - Győztes (1): 2021
  - Döntős (1): 2019

Valladolid
- Segunda División
  - Feljutó (1): 2021–22

Ecuadori U20-as válogatott
- Dél-amerikai U20-as labdarúgó-bajnokság
  - Győztes (1): 2019